# Tisotumab-Vedotin
Tisotumab-Vedotin (internationaler Freiname) ist ein Arzneistoff aus der Gruppe der Antikörper-Wirkstoff-Konjugate. Er wurde unter dem Namen Tivdak im September 2021 in den USA (Seagen Inc.) und im März 2025 in der EU (Genmab A/S) zugelassen für die Behandlung von Patientinnen mit rezidivierendem oder metastasierendem Gebärmutterhalskrebs während oder nach einer Chemotherapie.
Der Wirkstoff wird intravenös verabreicht.

## Eigenschaften

Strukturformel des Antikörper-Wirkstoff-Konjugats: Maleimidcaproylstruktur (braun) als Anschlussgruppe an den monoklonalen Antikörper (MAB), proteolytisch spaltbarer Valin-Cirtullin-Linker (blau), p-Aminobenzylcarbamat (grün) als Spacer, Monomethylauristatin E (rot) als zytotoxischer Wirkstoff

Tisotumab-Vedotin ist ein Antikörper-Wirkstoff-Konjugat (ADC), dessen wesentliche Komponenten, ein Antikörper und ein Zytotoxin (Zellgift), kovalent über einen spaltbaren Linker miteinander verbunden sind. Die Komponenten sind im Einzelnen:
- Tisotumab:[5] ein humaner monoklonaler Antikörper (MAB) vom Typ IgG1-kappa.
- ein Peptid-Linker, der eine spaltbare Maleimidocaproyl-Valin-Citrullin-Struktur und eine p-Aminobenzyl-Carbamat-Struktur enthält
- das niedermolekulare Zytotoxin Monomethylauristatin E (MMAE), das als Mikrotubuli-Disruptor wirkt

Der monoklonale Antikörper Tisotumab wird rekombinant mittels einer aus Ovarien des Chinesischen Zwerghamsters (Cricetulus griseuss) gewonnenen Zelllinie (CHO-Zellen) hergestellt. MMAE und der Linker werden durch chemische Synthese hergestellt. Jedes monoklonale Antikörpermolekül trägt durchschnittlich vier MMAE-Moleküle.

## Wirkungsmechanismus
Tisotumab-Vedotin ist ein auf den Gewebefaktor gerichtetes Antikörper-Wirkstoff-Konjugat (ADC). Der Gewebefaktor (Tissue factor, TF) ist der wichtigste Initiator der extrinsischen Blutgerinnungskaskade. TF wird von Tumorzellen exprimiert und trägt zu einer Vielzahl von pathologischen Prozessen wie Thrombose, Metastasierung, Tumorwachstum und Tumorangiogenese bei. Nichtklinische Daten deuten darauf hin, dass die krebsbekämpfende Wirkung von Tisotumab-Vedotin auf die Bindung des ADC an TF-exprimierende Krebszellen zurückzuführen ist, gefolgt von der Internalisierung des ADC-TF-Komplexes. Im Zellinnern erfolgt die Freisetzung des zytostatisch wirksamen MMAE durch proteolytische Spaltung. MMAE ist ein unterbricht das Mikrotubuli-Netzwerk von sich aktiv teilenden Zellen, was zu einem Zellzyklusstillstand und apoptotischem Zelltod führt. In vitro vermittelt Tisotumab-Vedotin auch die antikörperabhängige zelluläre Phagozytose und antikörperabhängige zelluläre Zytotoxizität.

## Klinische Prüfung
Die Zulassung erfolgte auf Basis der Ergebnisse aus einer offenen, multizentrischen, einarmigen klinischen Phase-2-Studie innovaTV 204. Darin wurde die Wirksamkeit bei 101 Patientinnen mit rezidivierendem oder metastasierendem Gebärmutterhalskrebs untersucht, die zuvor maximal zwei systemische Chemotherapien erhalten hatten, einschließlich mindestens einer vorherigen platinbasierten Chemotherapie. 69 Prozent der Patientinnen hatten als Teil einer vorherigen systemischen Therapie Bevacizumab erhalten. Die Patientinnen erhielten intravenös alle drei Wochen Tisotumab-Vedotin bis zum Fortschreiten der Erkrankung oder einer inakzeptablen Toxizität.
Die Ergebnisse der Studie zeigten eine objektive Ansprechrate (ORR) von 24 Prozent, die durch ein unabhängiges Prüfgremium ermittelt wurde, mit einer mittleren Ansprechdauer (DOR) von 8,3 Monaten.
Die häufigsten Nebenwirkungen (einschließlich Laboranomalien), die bei 25 Prozent oder mehr der Behandelten auftraten, waren erniedrigte Hämoglobinwerte, erniedrigte Leukozyten- und Lymphozytenzahlen, erhöhte Kreatininwerte, erhöhtes Prothrombin, verlängerte partielle Thromboplastinzeit, Müdigkeit, Übelkeit, periphere Neuropathie, Blutungen (Nasenbluten), Alopezie, Bindehautentzündung, trockenes Auge, Durchfall und Hautausschlag. Die Produktkennzeichnung enthält einen Warnhinweis auf Augentoxizität.